# Azucena Hernández
Azucena Hernández Iglesias (Sevilla, 21 de marzo de 1960-Guadalajara, 4 de diciembre de 2019) fue una actriz española que desarrolló su carrera artística desde finales de la década de 1970 hasta mediados de la de 1980.

## Biografía
Con solo diecisiete años fue elegida Miss Cataluña en la localidad de Agramunt y más tarde se presentó a Miss España en Campello (Alicante). En 1978 se fue a Madrid donde empezó su actividad como actriz con la película: Las eróticas vacaciones de Estela, del subgénero conocido como Cine S de la Transición, conocido como «el destape». Le siguieron otras películas similares como Bacanal en directo, y otras de corte humorístico como El consenso.
En 1980 intervino en la película de terror El retorno del hombre-lobo, de Paul Naschy, que fue exportada a varios países bajo el título de The Craving, lo que le proporcionó cierta popularidad en el extranjero.
Probó fortuna en el teatro, llegando a intervenir en la obra Enrique IV, adaptación española de la original de Luigi Pirandello. Además apareció en varios programas de televisión, actuando primero en Antología de la Zarzuela (1979) de Fernando García de la Vega, donde intervino en al menos seis zarzuelas. Llegó a participar también como azafata en los programas-concurso Ding-Dong (1980), con Andrés Pajares y Mayra Gómez-Kemp y Gol... y al Mundial-82 (1981-82), de Fernando García de la Vega.
Su vitalidad, junto a su belleza, gran vocación y ambición, consiguieron hacer de ella una actriz importante durante la década de los 80. Finalizado el rodaje de la película La estanquera de Vallecas, tras un gravísimo accidente de tráfico en Las Rozas de Madrid, la noche del 15 al 16 de octubre de 1986 Azucena Hernández quedó tetrapléjica, quedando frustrada su emergente carrera en el cine.
Posteriormente hizo algunas apariciones en televisión acerca de la dura adaptación a su discapacidad, siendo de las primeras personas en reivindicar la eutanasia ante las cámaras, petición que dejó en el olvido tras su ingreso durante 1986 en el Centro de Atención a Personas con Discapacidad Física de Guadalajara.
Murió en Guadalajara el 4 de diciembre de 2019 a los 59 años.

## Filmografía
| Año  | Título                            | Personaje        | Dirección            |
| ---- | --------------------------------- | ---------------- | -------------------- |
| 1978 | Las eróticas vacaciones de Estela | Stela            | Zacarías Urbiola     |
| 1979 | Bacanal en directo                | Stela            | Miguel Madrid        |
| 1980 | El retorno del hombre lobo        | Karen            | Paul Naschy          |
| 1980 | El erótico enmascarado            | Julia            | Mariano Ozores       |
| 1980 | Crónicas del bromuro              | Conchi           | Juan José Porto      |
| 1980 | El consenso                       | Pura             | Javier Aguirre       |
| 1980 | Morir de miedo                    | Enfermera        | Juan José Porto      |
| 1980 | Adiós, querida mamá               | Julia            | Francisco Lara Polop |
| 1981 | Brujas mágicas                    | Julisa           | Mariano Ozores       |
| 1981 | La momia nacional                 | Ana Mari Capullo | José Ramón Larraz    |
| 1981 | ¡Qué gozada de divorcio!          | Miércoles        | Mariano Ozores       |
| 1982 | Adulterio nacional                | Pura             | Francisco Lara Polop |
| 1982 | Todos al suelo                    | Dorita           | Mariano Ozores       |
| 1982 | ¡Que vienen los socialistas!      | Valentina        | Mariano Ozores       |
| 1982 | La vida, el amor y la muerte      | Inma             | Carlos Puerto        |
| 1983 | El Cid cabreador                  | Hija del Cid     | Angelino Fons        |
| 1983 | Hundra                            | Hundra Villager  | Matt Cimber          |
| 1984 | Cuando Almanzor perdió el tambor  | Berenguela       | Luis María Delgado   |
| 1984 | Playboy en paro                   | Cristina         | Tomás Aznar          |
| 1984 | El pan debajo del brazo           | Socorro          | Mariano Ozores       |
| 1985 | El carnaval de las bestias        | Alicia           | Paul Naschy          |
| 1985 | El recomendado                    | Brígida          | Mariano Ozores       |
| 1985 | Don Cipote de la Manga            | Paloma           | Gabriel Iglesias     |
| 1986 | La estanquera de Vallecas         | Reportera        | Eloy de la Iglesia   |
| 1999 | Flores de otro mundo              |                  | Icíar Bollaín        |